# Волощук Іван Софронович
Волощук Іван Софронович (нар. 1904, Явдокимівка, Добровеличківська волость, Єлисаветградський повіт, Херсонська губернія, Російська імперія — 1958) — колгоспник, Герой Соціалістичної Праці (1948). Депутат Верховної Ради Казахської РСР.

## Біографія
Народився 1904 року в селі Явдокимівка (нині — у межах села Юріївка Кіровоградської області).
З 1929 року працював агрономом у Талаському районному земельному відділі Чимкентської області. Пізніше працював агрономом у Ленгерській МТС. З 1942 року по 1945 рік брав участь у німецько-радянській війні. Повернувшись до Казахстану, продовжив роботу в Ленгерській МТС, де пропрацював старшим агрономом до 1951 року, після чого до 1953 року був головою правління колгоспу «Побєда».
Був делегатом VI з'їзду Компартії Казахської РСР. Неодноразово обирався депутатом обласної Ради. Був депутатом Верховної Ради Казахської РСР.
Помер у 1958 році.

## Трудова діяльність
Працюючи агрономом у Ленгерській МСТ, брав участь у розвитку родючості полів. Завдяки його діяльності у 1947 році в радіусі дії МТС, яка обслуговувала 33 колгоспи, було зібрано 11 центнерів пшениці з кожного гектара, що перевищило урожай 1946 року на 3,4 центнера. Деякі колгоспи зібрали понад 20 центнерів пшениці з гектара та 46 полеводних ланок[що?] — понад 30 центнерів з гектара. За цю діяльність Іван Волощук був удостоєний 1948 року звання Героя Соціалістичної Праці.

## Нагороди
- Герой Соціалістичної Праці — Указом Президії Верховної Ради від 28 березня 1948 року.
- Орден Леніна (1948);